# Superfinala Cupei Orașelor Târguri
Ultima ediție a Cupei Orașelor Târguri a avut loc în sezonul 1970-71, înainte de a fi înlocuită de o nouă competiție și respectiv un trofeu nou, Cupa UEFA. Întrucât până atunci nici o echipă nu câștigase pentru todeauna trofeul Cupei Orașelor Târguri, s-a decis de a se juca un meci decisiv, ca o ”superfinală” pentru a determina care echipă va păstra trofeul definitiv. Meciul a opus față în față două dintre cele mai titrate cluburi ale competiției, FC Barcelona - deținătoarea a trei titluri și totodată prima câștigătoare a competiției, pe de o parte, și Leeds United - deținătoarea a două titluri și ultima câștigătoare a competiției de cealaltă parte. Meciul a avut loc pe 22 septembrie 1971, pe Camp Nou în Barcelona, și FC Barcelona a învins cu scorul de 2–1.

## Detaliile meciului
| FC Barcelona   | 2–1 | Leeds United |
| -------------- | --- | ------------ |
| Dueñas 51' 84' |     | Jordan 52'   |

| FC BARCELONA: |    |                    |  |     |
|               |    |                    |  |     |
| P             | 1  | Salvador Sadurní   |  |     |
|               | 2  | Joaquim Rifé       |  |     |
|               | 3  | Eladio             |  |     |
|               | 4  | Antoni Torres      |  |     |
|               | 5  | Gallego            |  |     |
|               | 6  | Quique Costas      |  |     |
|               | 7  | Carles Rexach      |  |     |
|               | 8  | Juan Carlos        |  |     |
|               | 9  | Dueñas             |  |     |
|               | 10 | Marcial            |  |     |
|               | 11 | Juan Manuel Asensi |  | 79' |
| Substituiri:  |    |                    |  |     |
|               | 12 | Josep Maria Fusté  |  | 79' |
| Antrenor:     |    |                    |  |     |
| Rinus Michels |    |                    |  |     |

| LEEDS UNITED: |    |               |
|               |    |               |
| P             | 1  | Gary Sprake   |
|               | 2  | Paul Reaney   |
|               | 3  | Nigel Davey   |
|               | 4  | Billy Bremner |
|               | 5  | Jack Charlton |
|               | 6  | Norman Hunter |
|               | 7  | Peter Lorimer |
|               | 8  | Joe Jordan    |
|               | 9  | Rod Belfitt   |
|               | 10 | Johnny Giles  |
|               | 11 | Chris Galvin  |
| Antrenor:     |    |               |
| Don Revie     |    |               |